# Правителство на Петко Каравелов 2
Второто правителство на Петко Каравелов е десето правителство на Княжество България, назначено с Указ № 10 от 30 юни 1884 г. на княз Александър I Батенберг.
В рамките на двугодишния му мандат е извършено Съединението на Княжеството с Източна Румелия, съхранено по военен и дипломатически път чрез победата в Сръбско-българската война и подписването на Топханенския акт. Разпуснато е от извършителите на деветоавгустовския преврат на 9 август 1886 г., които назначават второто правителство на Климент Търновски.

## Политика

### Вътрешна политика
Правителството на крайните либерали начело с Петко Каравелов си поставя като основна задача на вътрешната политика пълното възстановяване на Търновската конституция. Последователно са отменени всички антиконституционни разпоредби на предишните правителства, както и консервативният закон за изменение на конституцията. За стабилизиране на финансовото положение на Княжеството е въведена строга данъчна система. В IV обикновено народно събрание са внесени около 40 законопроекта. Приети са законите за „Българските селяни от господарските и чифликчийските земи“, за „акциза върху питиетата“, за „гребовия сбор“, за „патентите на данъка върху недвижимите имущества“ и прочее.
Особено внимание правителството обръща на развитието на образованието и военното дело. Чувствително нараства военният бюджет, а военната служба е увеличена на три години. Възстановен е „Законът за народното опълчение“. На 18 януари и 1 февруари 1885 г. влизат в сила законите за учредяването на Българската народна банка и на Пощенската спестовна каса. Приет е „Закон за обществените и частните училища“, който утвърждава демократичните тенденции в българското образователно дело. На 31 януари 1885 г. е гласуван и „Закон за железниците“. С него държавата получава пълни права върху строежа на железниците. Приема се „Закон за построяване на линията“ Цариброд – Вакарел.
Няколко месеца по-късно е уреден и въпросът за откупуване от Княжеството (за 44,5 милиона франка) на Русенско-варненската железница. Сумата значително надвишава цената ѝ, но целта на правителството е чрез покупката да се изгони чуждестранната компания от българските земи и да се подобрят българо-английските отношения.

### Външна политика
Във външната политика кабинетът на Каравелов прави опити за възстановяване на българо-сръбските отношения. Двамата монарси изготвят споразумение, отхвърляне от Народното събрание поради предвижданите в него големи отстъпки от българска страна. Опитите за ново споразумение завършват без успех.
По въпроса за националното обединение Каравеловото правителство разчита на намесата на Великите сили за провеждане на предвидените в Берлинския договор реформи в Османската империя. Четническото движение на българското население в Македония и Одринско се разглежда от правителството като опасно за дейността на Екзархията и българските училища в поробените земи. Засилена е охраната по българо-турската граница с цел да се ограничи прехвърлянето на чети от княжеството в поробените земи.
Подобна е позицията на кабинета и по отношение на обединението с Южна България. Страхувайки се, че международната обстановка не е подходяща, за да се нарушат Берлинските споразумения, Каравелов насочва своите усилия към засилване на политическите, търговските и културните връзки с автономната област. Не участва пряко в подготовката и осъществяването на обединението между Княжество България и Източна Румелия. Едва след официалното провъзгласяване на Съединението и началото на Сръбско-българската война кабинетът променя тактиката си по националната политика.
След разгрома на Сърбия преговорите с Турция разрешават румелийския проблем. България се задължава да плаща годишен трибут от 6 милиона франка на Османската империя и да участва с нея в Отбранителен съюз. По настояване на Русия решението за българо-турски отбранителен съюз отпада. Отхвърлено е и искането на Високата порта за отстъпване на българските територии. На 3 март 1886 г. се подписва мирен договор със Сърбия. Възстановени са границите между двете държави отпреди началото на военните действия. Опитите на българската дипломация да получи парични или териториални компенсации за сръбската агресия завършват без успех. По-късно, при подписването на Топханенския акт между Великите сили и Османската империя, Кърджалийският кантон преминава в границите на Турция, а в Източна Румелия за кратко време са въведени всички закони, правила и разпореждания на княжеството.
Обявяването на Съединението и победата над Сърбия стабилизират позициите на княз Александър I Батенберг и засилват русофобските настроения в княжеството. Русия се обявява против Съединението поради негативното отношение на руската дипломация към българския монарх. Изтеглени са руските офицери от българската армия.
След изборите за IV обикновено народно събрание през май 1886 г. княза и правителството обединяват усилията си за официалното сливане на княжеството и Източна Румелия в една държава.

## Съставяне
Кабинетът, оглавен от Петко Каравелов, е образуван от дейци на Либералната партия (каравелисти) и руски генерали, начело на военното министерство.

### Кабинет
Сформира се от следните 6 министри.
| министерство                            | име | име                    | партия           |
| --------------------------------------- | --- | ---------------------- | ---------------- |
| председател на Министерския съвет       |     | Петко Каравелов        | Либерална партия |
| вътрешни работи                         |     | Петко Славейков        | Либерална партия |
| външни работи и изповедания             |     | Илия Цанов             | Либерална партия |
| правосъдие                              |     | Васил Радославов       | Либерална партия |
| народно просвещение                     |     | Райчо Каролев          | Либерална партия |
| военен                                  |     | Михаил Кантакузин      | военен           |
| финанси                                 |     | Петко Каравелов        | Либерална партия |
| обществени сгради, земеделие и търговия |     | Петко Каравелов (упр.) | Либерална партия |

### Промени в кабинета
- На 15 януари 1885 година Министерството на обществените сгради, земеделието и търговията е закрито. Компетенциите и част от структурите му преминават към Министерството на финансите.[5]

#### от 23 януари 1885
| министерство | име | име                 | партия |
| ------------ | --- | ------------------- | ------ |
| военен       |     | Иван Веймарн (упр.) | военен |

#### от 31 януари 1885
| министерство    | име | име             | партия           |
| --------------- | --- | --------------- | ---------------- |
| вътрешни работи |     | Никола Сукнаров | Либерална партия |

#### от 21 март 1885
- След скандал с вътрешния министър Никола Сукнаров вътрешните работи се поемат от министър-председателя:[2][6]

| министерство    | име | име                    | партия           |
| --------------- | --- | ---------------------- | ---------------- |
| вътрешни работи |     | Петко Каравелов (упр.) | Либерална партия |

#### от 10 април 1885
| министерство | име | име               | партия |
| ------------ | --- | ----------------- | ------ |
| военен       |     | Михаил Кантакузин | военен |

#### от 10 септември 1885
| министерство | име | име                         | партия |
| ------------ | --- | --------------------------- | ------ |
| военен       |     | Константин Никифоров (упр.) | военен |

#### от 15 юли 1886
| министерство | име | име             | партия           |
| ------------ | --- | --------------- | ---------------- |
| правосъдие   |     | Гаврил Орошаков | Либерална партия |

## Събития

### Вътрешна политика до Съединението
- 18 януари 1885 – Народното събрание приема закон за Българската народна банка, предложен от управителя Иван Евстратиев Гешов и министерството на финансите. След безуспешния опит от 1883 за превръщане на банката в акционерно дружество, приетият на тази дата закон я утвърждава като държавна институция, увеличава основния ѝ капитал от 2 милиона на 10 милиона златни лева, разрешава ѝ да отпуска дългосрочни търговски и комунални кредити и да финансира готвените големи инфраструктурни проекти на държавата.[7]
- 31 януари 1885 – Със специален закон държавата получава изключителното право на строеж, собственост и експлоатация на железниците в България. На същата дата, в изпълнение на железопътната конвенция с Австро-Унгария, е приет и закон за строежа на жп линия от сръбската при Цариброд до румелийската граница при Вакарел. Строителството е поето през май същата година от български предприемачи начело с Иван Грозев.[8]
- 5 февруари 1885 – Правителството прокарва Закон за господарските и чифлишките земи, с който урежда юридически и финансово оземляването на българи за сметка на турските господари, владели голяма част от обработваемата земя в България до Освободителната война.[9]

### Съединението и войната със Сърбия
- 6 септември 1885 – Южнобългарски патриоти, сред които и офицери от източнорумелийската милиция, арестуват в Пловдив генерал-губернатора Гаврил Кръстевич и обявяват Съединението с Княжество България.[10] В тяхна подкрепа княжеското правителство мобилизира и праща армията си в Румелия.[11]
- 9 септември 1885 – С указ на княз Александър е създадено Комисарство в Южна България. През следващите месеци земите на бившата османска провинция Източна Румелия са административно приобщени към Княжеството.[12]
- 9 септември 1885 – Цар Александър III отзовава руските офицери от българската армия, за да демонстрира своята несъпричастност към Съединението. В съответствие със заповедтта един от тези офицери – военният министър Михаил Кантакузин, подава оставка, заменен от капитан Константин Никифоров.[13]
- 2 – 16 ноември 1885 – Бойни действия срещу Сърбия. Част от нахлулите в България сръбски войски са спрени пред Видинската крепост, а основните сили са разбити в Сливнишкото и Пиротското сражение.[14]
- 9 декември 1885 – Сключено е примирие със сърбите.[14]
- 1 януари 1886 – Още преди уреждането на конфликтите с Турция и Сърбия, министърът на правосъдието Васил Радославов въвежда съдебните закони на Княжеството в териториите на бившата Източна Румелия.[12]
- 20 януари 1886 – Спогодба с Турция за уреждане на статута на Източна Румелия.[15]
- 19 февруари 1886 – Подписан е договорът за мир със Сърбия.[16]
- 24 март 1886 – Великите сили признават фактически обединението на Северна и Южна България с Топханенския акт.[16]

### До падането на правителството
- 4 декември 1885 – Българското правителство се договаря с Англия да откупи железопътната линия Русе – Варна от английските инвеститори.[8]
- 11 май 1886 – Избори в Южна България (де юре Източна Румелия) за попълване на IV обикновено народно събрание, спечелени от Каравелов чрез административен натиск върху лъжесъединистите.[17]
- юли 1886 – Реформа демократизира местното управление с по-нисък избирателен ценз и пряко избиране на общинските съвети, но оставя всичките им разпоредби под контрола на централната власт.[18]
- юли 1886 – При ратифицирането на сделката за жп линията Русе – Варна в парламента се стига до разцепление в правителственото мнозинство. Националистите, недоволни от високата цена на линията (44,5 милиона златни лева) и от отстъпките на правителството в спогодбата с Турция за статута и управлението на Източна Румелия, се отделят от Каравелов и се групират около Васил Радославов, който подава оставка като министър на правосъдието.[19]
- 9 август 1886 – Офицери-русофили детронират княз Александър Батенберг и обявяват нов състав на Министерския съвет, начело с митрополит Климент.[20]